# Hobelar
Les hobelars sont une unité de cavalerie légère formée de mercenaires irlandais et utilisée au Moyen Âge par l'armée anglaise.

## Origines
Les hobelars tirent leur nom du petit cheval qu'ils montent, le hobby, race aujourd'hui éteinte. Ils enfourchent leur monture sans selle, sans bride et sans étriers pour participer à des reconnaissances ou à des raids éclairs. Ils apparaissent pour la première fois lors de la guerre d'indépendance écossaise aussi bien du côté anglais que du côté écossais.

## Équipement et armement
Les cavaliers sont équipés d'un plastron de cuir, d'un haubert, d'un bassinet et de gantelets de fer et sont armés d'une épée, d'un couteau et d'une lance.